# Holomitrium aberrans
Holomitrium aberrans là một loài rêu trong họ Dicranaceae. Loài này được J.-P. Frahm mô tả khoa học đầu tiên năm 1994.